# Hiệp hội tâm lý học Canada
Hiệp hội tâm lý học Canada (Tên tiếng Anh: Canadian Psychological Association, viết tắt: CPA), là tổ chức chính thức đại diện cho các nhà tâm lý học ở Canada. Hiệp hội ra đời năm 1939 và thành lập, hoạt động theo Luật tổng công ty Canada. Trụ sở chính của CPA đặt tại thủ đô Ottawa, thuộc địa phận tỉnh Ontario, Canada.
Mục tiêu của hiệp hội là nhằm cải thiện sức khỏe và phúc lợi của tất cả người dân Canada; thúc đẩy xuất sắc sự đổi mới trong lĩnh vực nghiên cứu tâm lý học, giáo dục và thực hành; thúc đẩy sự tiến bộ, phát triển, sự phổ biến và ứng dụng các kiến thức, thành tựu của tâm lý học; và cung cấp các dịch vụ chất lượng cao cho các thành viên.

## Chính sách và báo cáo vị trí
Các CPA xuất bản báo cáo chính sách dựa trên bằng chứng về tâm lý học và tiêu chuẩn đạo đức về các vấn đề có tầm quan trọng nhất định. Dưới đây là một số vấn đề mà CPA đã ban hành tuyên bố công khai:
- Bản sắc giới tính ở thanh thiếu niên và người lớn;
- Bạo lực đối với phụ nữ;
- Tình trạng bắt nạt ở trẻ em và thanh thiếu niên;
- Hình phạt thân thể ở trẻ em và thanh thiếu niên;
- Niềm tin hoàn toàn dựa trên ký ức được khôi phục;
- Vấn đề bình đẳng cho người đồng tính nữ, đồng tính nam, các mối quan hệ và gia đình của họ;
- Án tử hình ở Canada.[3]